# باساوري
باساوري هي إحدى بلديات بسكاي الكبرى في إقليم الباسك، وهي منطقة تتمتع بالحكم الذاتي في شمال إسبانيا.
البلدة هي جزء من منطقة بلباو الكبرى، وتقع على بعد بضعة كيلومترات فقط جنوب بلباو. وهي مدينة صناعية تضم آثارًا مثل برج البيت في أريز، وتضم أيضًا السجن الوحيد في المقاطعة الواقع عند التقاء نهري نيرفيون وإيبيزابال. بلغ عدد سكان البلدية 40,589 نسمة (2019).

## تاريخ
استقلت باساوري عن أرايغوريغا في عام 1510 أو على الأقل، هو التاريخ المتخذ رسميًا، إذ لا توجد وثيقة تؤكد أنه في ذلك التاريخ عُقدت أي اجتماعات بين عمداء المدينتين. لم تحصل باساوري على تمثيل في الجمعية العامة لغرنيكا حتى عام 1858. ومنذ ذلك الحين، ظلت باساوري أكبر مركز سكاني ومبنى بلدية في حي سان ميغيل دي باسوري حتى عام 1902، عندما تمت الموافقة على نقل مجلس المدينة إلى أريزغويتي، باعتبارها منطقة يتزايد فيها عدد السكان وتقع على مسافة متساوية من أبعد نقطتين في البلدية: فيناجا (سان ميغيل).
ضمت باساوري حتى نهاية القرن التاسع عشر شعبًا ريفيًا في الغالب، إلى أن تأسس مصنع باسكونيا وظهرت معه الصناعة، مما أدى إلى ارتفاع عدد السكان من مجرد بضعة آلاف من السكان إلى 55000 بحلول عام 1978. وشهدت هذه الفترة تدفق آلاف الأسر من مناطق مختلفة في إسبانيا، مما ساهم في طفرة البناء وإعادة تشكيل النسيج الحضري في باساوري.

## المناخ
يظهر الجدول التالي التغييرات المناخية على مدار السنة لباساوري:
| البيانات المناخية لـباساوري                   | البيانات المناخية لـباساوري | البيانات المناخية لـباساوري | البيانات المناخية لـباساوري | البيانات المناخية لـباساوري | البيانات المناخية لـباساوري | البيانات المناخية لـباساوري | البيانات المناخية لـباساوري | البيانات المناخية لـباساوري | البيانات المناخية لـباساوري | البيانات المناخية لـباساوري | البيانات المناخية لـباساوري | البيانات المناخية لـباساوري | البيانات المناخية لـباساوري |
| الشهر                                         | يناير                       | فبراير                      | مارس                        | أبريل                       | مايو                        | يونيو                       | يوليو                       | أغسطس                       | سبتمبر                      | أكتوبر                      | نوفمبر                      | ديسمبر                      | المعدل السنوي               |
| --------------------------------------------- | --------------------------- | --------------------------- | --------------------------- | --------------------------- | --------------------------- | --------------------------- | --------------------------- | --------------------------- | --------------------------- | --------------------------- | --------------------------- | --------------------------- | --------------------------- |
| متوسط درجة الحرارة الكبرى °م (°ف)             | 13.2 (55.8)                 | 14.5 (58.1)                 | 15.9 (60.6)                 | 16.8 (62.2)                 | 20.1 (68.2)                 | 22.6 (72.7)                 | 25.2 (77.4)                 | 25.5 (77.9)                 | 24.4 (75.9)                 | 20.8 (69.4)                 | 16.4 (61.5)                 | 14.0 (57.2)                 | 19.1 (66.4)                 |
| المتوسط اليومي °م (°ف)                        | 9.0 (48.2)                  | 9.8 (49.6)                  | 10.8 (51.4)                 | 11.9 (53.4)                 | 15.1 (59.2)                 | 17.6 (63.7)                 | 20.0 (68.0)                 | 20.3 (68.5)                 | 18.8 (65.8)                 | 15.8 (60.4)                 | 12.0 (53.6)                 | 10.0 (50.0)                 | 14.3 (57.7)                 |
| متوسط درجة الحرارة الصغرى °م (°ف)             | 4.7 (40.5)                  | 5.1 (41.2)                  | 5.7 (42.3)                  | 7.1 (44.8)                  | 10.1 (50.2)                 | 12.6 (54.7)                 | 14.8 (58.6)                 | 15.2 (59.4)                 | 13.2 (55.8)                 | 10.8 (51.4)                 | 7.6 (45.7)                  | 6.0 (42.8)                  | 9.4 (48.9)                  |
| الهطول مم (إنش)                               | 126 (5.0)                   | 97 (3.8)                    | 94 (3.7)                    | 124 (4.9)                   | 90 (3.5)                    | 64 (2.5)                    | 62 (2.4)                    | 82 (3.2)                    | 74 (2.9)                    | 121 (4.8)                   | 141 (5.6)                   | 116 (4.6)                   | 1٬195 (47.0)                |
| متوسط أيام هطول الأمطار                       | 13                          | 11                          | 11                          | 13                          | 12                          | 8                           | 7                           | 8                           | 9                           | 11                          | 12                          | 12                          | 128                         |
| ساعات سطوع الشمس الشهرية                      | 86                          | 97                          | 128                         | 128                         | 160                         | 173                         | 188                         | 179                         | 157                         | 123                         | 93                          | 78                          | 1٬584                       |
| المصدر: Agencia Estatal de Meteorología, إنير |                             |                             |                             |                             |                             |                             |                             |                             |                             |                             |                             |                             |                             |

## أعلام
- أوناي ميدينا
- أغوستين غاينثا
- إيتزيار إيتونو
- إيبون لايانا ديل ريو
- إيمانول كورال

## وصلات خارجية
- (بالإسبانية)